# Chocólatra
Um chocoólico ou chocólatra é uma pessoa que deseja ou consome chocolate de uma forma compulsiva. Existem algumas provas médicas que sustêm a existência de um vício real por chocolate. No entanto, o termo é utilizado informal ou humoristicamente descrever uma pessoa que é "apaixonada" por chocolate. A palavra original "chocoholic" (em inglês) foi usada pela primeira vez em 1968, segundo Merriam-Webster. É uma palavra-valise entre "chocolate" e "alcoólico".
O 'chocoólismo' é bastante comum. Em estudos sobre desejos alimentares, o chocolate ou confeções com chocolate estavam quase sempre no topo das listas de alimentos que as pessoas diziam que desejavam. De acordo com o WebMD, as mulheres estão especialmente vulneráveis a ter este comportamento.

## Vício
Os componentes essenciais do vício são desejo intenso por algo, perda do controlo sobre o uso do mesmo e uso contínuo apesar da existência de consequências negativas. Estudos mostram que as pessoas podem mostrar todos os três destes componentes em relação a comida, particularmente comida que contenha açúcar ou gordura. Uma vez que o chocolate contém ambos, ele é normalmente usado em estudos sobre vícios alimentares.
Para além do açúcar e da gordura, o chocolate contém várias substâncias que o fazem ser "vicinate". Estes incluem triptófano, um aminoácido essencial para a produção de serotonina, um neurotransmissor envolvido na regulação do humor; níveis altos de serotonina podem produzir sensações de euforia. Outra é a feniletilamina, um neurotransmissor do qual a anfetamina é derivada; a feniletilamina é chamada de "anfetamina do chocolate" e pode causar sentimentos de excitação e atração.

## Desejo
Mesmo os cientistas que duvidam da existência de um verdadeiro vício concordam que o desejo por chocolate é real. As mulheres são especialmente afetadas.

## Uso popular
- The Chocoholic Mysteries por JoAnna Carl (Eve K. Sandstrom) são uma série de thrillers cómicos com títulos como The Chocolate Moose Motive e Chocolate to Die For.
- muitos livros de dieta,[9] culinária,[10] e mesmo de viagem[11] afirmam ser para chocoólicos.
- O antigo presidente francês Nicolas Sarkozy é descrito com "famosamente chocoólico".[12]
- marcas como a Dairy Queen já lançaram produtos com "Chocoholic" no nome.[13]
- No livro Chocolate Fever, a personagem principal, chamada Henry, tem um vício por chocolate.